# A Storm of Swords
A Storm of Swords é o terceiro livro da série de fantasia épica As Crônicas de Gelo e Fogo, escrita pelo norte-americano George R. R. Martin e publicada pela editora Bantam Spectra. Foi publicado pela primeira vez em 8 de agosto de 2000 no Reino Unido, sendo lançado nos Estados Unidos em novembro do mesmo ano. Como os dois volumes anteriores da saga, ele venceu o Prêmio Locus de Melhor Romance.
Foi o primeiro volume da série a ser nomeado ao Prêmio Hugo, um dos prêmios de ficção científica e fantasia mais prestigiados no gênero; contudo, ele acabou perdendo para Harry Potter e o Cálice de Fogo, da britânica J. K. Rowling. Em extensão, é o maior romance de As Crônicas de Gelo e Fogo, com quase mil páginas em sua versão original norte-americana. Trata-se também do último livro da "primeira fase" de lançamentos da saga — um período que vai de 1996 a 2000 —, quando o autor publicou os três primeiros volumes com um intervalo de tempo de dois anos entre cada um.
No Brasil, a obra foi publicada pela editora LeYa em setembro de 2011 com o título A Tormenta de Espadas. Por sua extensão, em Portugal ela foi dividida em dois volumes, lançados em 2008 pela editora Saída de Emergência sob os títulos A Tormenta de Espadas e A Glória dos Traidores.

## Enredo
A Storm of Swords retoma a história um pouco antes do final do seu antecessor, A Clash of Kings. Os Sete Reinos ainda estão lutando a Guerra dos Cinco Reis, com os restantes Robb Stark, Balon Greyjoy, Joffrey Baratheon e Stannis Baratheon lutando para garantir suas coroas. Na tentativa de tomar Porto Real, Stannis Baratheon é derrotado pela aliança entre a Casa Lannister e a Casa Tyrell. Enquanto isso um grande número de selvagens estão marchando em direção à Muralha sob Mance Rayder, com apenas a força minúscula da Patrulha da Noite em seu caminho. No Leste, Daenerys Targaryen está em seu caminho de volta para Pentos na esperança de aumentar suas forças para retomar o Trono de Ferro.

### Ao Norte e no Tridente
Brienne de Tarth escolta Jaime Lannister de Correrio em um barco quando ele é libertado por ordem de Catelyn Stark. Sua missão é trocar Jaime por Arya e Sansa Stark em Porto Real. Porém Edmure Tully acusa Jaime de ter escapado de seu cativeiro e envia cavaleiros da casa Tully para perseguí-los. Jaime passa quase todo o tempo insultando Brienne por sua feiúra, tamanho, peso, força e perícia com a espada. Eles se veem forçados a abandonar o rio e em terra são capturados por uma companhia de mercenários ao serviço de Roose Bolton chamados os Saltimbamcos Sangrentos e são levados a Harrenhal, fortaleza que os Bolton haviam deixado sob seu comando. O líder do grupo, Vargo Hoat, corta a mão de espada de Jaime. Roose Bolton não se importa com o comportamento selvagem de seu vassalo e envia Jaime a Porto Real com saudações a Lord Tywin, coisa que os dois presos acham estranho. Infelizmente, Brienne fica a mercê de Vargo Hoat, que a atira a um poço para que lute com um urso. Em um momento de cavalheirismo de Jaime, ele volta e salva Brienne da morte certa nas garras do urso. Ambos escapam, Jaime Lannister diz aos Bolton que deem saudações a Robb Stark de sua parte.
O exército de Robb volta triunfante a Correrio, tendo afastado as forças Lannister em Westeros conquistando grandes vitórias. Mesmo assim, Robb está furioso com seu tio Edmure: seu plano era encurralar Tywin quando avançava pelo oeste dando a retaguarda a Robb porém a excessiva defesa de Correrio de seu tio lhe arruinou a surpresa. Catelyn se desespera quando sabe que seu filho Robb casou-se com Jeyne Westerling, violando seu compromisso com uma das donzelas da casa Frey. Robb se defende dizendo que não teve escolha: Jeyne o consolou quando soube da morte de Bran e Rickon e da destruição de Winterfell. Este compromisso muito provavelmente ocasionará na perda de apoio da casa Frey e também da casa Karstark, já que um de seus senhores, lord Rickard, assassina os dois Lannisters prisioneiros de guerra e é executado como traidor; além disso, a infantaria de Robb, dirigida por Robett Glover, é encurralada entre lord Randyll Tarly e sor Gregor Clegane, o que leva a uma matança de um terço das forças dos Stark. Robb se vê em uma situação muito complicada, tendo em conta que suas terras estão agora em mãos da casa Greyjoy.
Apesar de tudo, Robb tem um novo plano para tomar Fosso Cailin dos Greyjoy forçando-os a devolver as terras do norte. Catelyn se mostra de acordo com o plano, porém insiste para que seu filho recupere de novo o agora duvidoso apoio da casa Frey. As forças de Robb Stark se veem aumentadas com a chegada do exército de lord Roose Bolton de Harrenhal e vai até As Gêmeas, onde Robb negocia com Lord Walder Frey e chegam ao seguinte acordo: para reparar a desonra que Robb causou a casa Frey lord Edmure Tully deverá casar-se com uma das filhas de Frey, Roslin, que é uma doce e atraente mulher. Catelyn fica muito surpresa com isto, já que lord Walder poderia facilmente ter forçado Edmure a casar-se com uma garota feia ou burra.
O casamento acontece nas Gêmeas em poucos dias e há uma grande festa para todos os senhores e vassalos dos Stark, os Bolton e os Frey. A música se descreve como terrível e, algo que pode parecer trivial, este detalhe toma importância mais tarde quando começa a tocar a canção "As Chuvas de Castamere". Nesse momento os músicos se revelam como soldados armados, e mais soldados dos Bolton e dos Frey entram em cena para matar todos os soldados e os senhores dos Stark, que estão desprevenidos e bêbados. Catelyn, com uma lâmina, toma um dos filhos dos Frey, o imbecil Aegon, e ameaça matá-lo se ferirem Robb. Apesar disto, um homem vestido com as cores dos Bolton mata Robb Stark dizendo que Jaime Lannister lhe envia saudações. Catelyn mata seu refém e, ensandecida, é degolada por Sor Raymund Frey. A maior parte dos senhores nortenhos são assassinados ou tomados como prisioneiros no que passa a ser conhecido como "O Casamento Vermelho", porém dois deles escapam: lady Maege Mormont e lord Galbart Glover, que Robb havia enviado a Atalaya de Aguacinzenta para forjar uma aliança com lord Howland Reed e assim poder levar a cabo seu plano de atacar Fosso Cailin.
Arya Stark e seus amigos cruzam com um grupo de homens chamados a Irmandade Sem Estandartes, liderados por lord Beric Dondarrion e pelo sacerdote vermelho Thoros de Myr e cuja missão é defender as terras do Tridente dos senhores da guerra. O grupo se encontra com Sandor Clegane, o antigo protetor do rei Joffrey, e o levam a um julgamento por combate. Clegane mata Lord Beric e em troca o libertam. Mas Arya vê, assombrada, como Thoros ressuscita lord Beric usando o que ele chama um feitiço de R'hllor. Quando Arya se cansa de seguir a Irmandade e escapa, em pouco tempo é capturada por Sandor Clegane, que decide levá-la até sua família para devolvê-la em troca de algum favor, assim se dirigem para o Norte. Arya e Sandor estão já no exterior do castelo quando acontece o Casamento Vermelho e, apesar dos esforços de Arya para entrar no castelo e resgatar sua mãe, Sandor a golpeia para deixá-la inconsciente e a leva rio abaixo. Arya tem um sonho em que se transforma em sua loba perdida, Nyméria, que agora lidera uma grande alcateia nas terras do Tridente. No sonho, Nyméria encontra o cadáver de uma mulher boiando no rio Ramo Verde ao sul das Gêmeas, arrasta-a para fora da água e foge quando vê um grupo de homens aproximando-se. Quando desperta, Arya abandona a busca por sua mãe e diz ao Cão que, em seu sonho, sua mãe Catelyn estava morta.
Arya e Sandor se encontram com um grupo de homens de Gregor Clegane em uma estalagem. Há uma luta onde os bandidos morrem (dois deles estavam na lista de Arya) e Sandor acaba ferido. Arya o abandona moribundo e se dirige para a cidade costeira mais próxima, Salinas, no Tridente, onde encontra um barco da cidade livre de Braavos. Quando o capitão deste se nega à levá-la até o Norte, Arya lhe entrega a moeda que ganhou de Jaqen H'ghar e lhe diz a frase "valar morghulis". Ele responde "valar dohaeris" e promete a Arya que terá uma cabine no barco em sua viagem até Braavos.

### No Sul e em Porto Real
Davos Seaworth é arrastado pelas ondas até uma pequena ilha no Torrente do Água Negra, depois de quase morrer na já famosa Batalha do Água Negra. Ali uma embarcação de Stannis Baratheon o leva de volta a Pedra do Dragão. Durante a viagem Davos crê que a culpa da derrota de Stannis é da Sacerdotisa Vermelha Melisandre, e por isso decide assassiná-la. Porém, ao chegar ao seu destino, é acusado de traição e preso: Melisandre viu seu plano nas chamas. A sacerdotisa fala com Davos e lhe explica que Stannis foi derrotado porque ela não estava na batalha e volta a pedir-lhe lealdade para seu rei, o explica a base de suas crenças: que não existem sete deuses senão o deus R’hllor, Senhor da Luz e do Fogo, e seu inimigo, o Outro, Senhor da Escuridão e do Frio, cuja guerra se luta desde o amanhecer dos tempos. Stannis liberta Davos e lhe pede que seja a Mão do Rei. Para aceitar, Davos começa a aprender a ler e a escrever para exercer melhor seu novo cargo.
Em Porto Real, é festejada a eliminação da ameaça de Stannis Baratheon e recebem os Tyrell como seus libertadores. O rei Joffrey aceita dispensar sua prometida Sansa Stark, filha da casa Stark, acusados de traição, a favor de Lady Margaery Tyrell. Sansa é então obrigada a casar-se com Tyrion Lannister, que foi gravemente ferido na batalha, perdeu o nariz e recebeu outras feridas no rosto, porém trata Sansa com gentileza e se nega a consumar o matrimônio até que ela o aceite. O papel de Mão do Rei passa a seu pai Tywin, enquanto que ele é colocado em um papel de mero conselheiro. Pouco depois é elevado a mestre da moeda para substituir Mindinho, que recebeu o título de Senhor da Fortaleza de Harrenhal em troca de seus esforços, assegurando a aliança Tyrell-Lannister. Enquanto isso, Balon Greyjoy se proclama rei das Ilhas de Ferro e do Norte e oferece uma aliança a Tywin Lannister, que desdenha sem vacilar, já que tem outros planos que não incluem ceder a metade do reino a estes novos traidores do Trono de Ferro.
Em Pedra do Dragão, Davos conhece Edric Storm, um dos bastardos do falecido rei Robert que Stannis mantém a salvo dos Lannister. Davos é informado de que Melisandre quer sacrificar Edric Storm, para oferecer seus sangue real às suas chamas e despertar assim os Dragões de Pedra, que ela crê que são as grandes gárgulas que guardam o castelo. Stannis recusa esta opção, mas em troca dá um pouco de seu sangue às chamas, junto com o nome de três homens que deseja ver mortos: Balon Greyjoy, Joffrey Baratheon e Robb Stark.
Mindinho parte de Porto Real para o Ninho da Águia, com um novo plano: casar-se com Lady Lysa Arryn e forçá-la a apoiar o rei Joffrey. Tyrion suspeita da crescente ambição de poder de Mindinho, porém não está em suas mãos detê-lo.
As notícias da morte de Robb Stark no Casamento Vermelho e de Balon Greyjoy, derrubado de uma ponte por um golpe de mar em Pyke, chegam até Porto Real. Joffrey está eufórico e se alegra especialmente com o fato de que a cabeça do lobo de Robb havia sido cozida no corpo dele assim como o corpo de Catelyn havia sido atirado ao Ramo Verde. O casamento entre Margaery e Joffrey acontece e, de repente, Joffrey começa a tossir até cair morto no chão. Tyrion examina seu cálice suspeitando que havia sido envenenado, porém se dá conta de que poderia ser acusado do crime. Rapidamente solta a taça, porém várias pessoas presenciam e sua irmã Cersei faz com que prendam-no e inicia um processo contra ele. Sansa Stark escapa do castelo com a ajuda de Mindinho, que havia estado escondido ali, fazendo todos acreditarem de que havia partido para o Ninho da Águia. Depois confessa à Sansa que ele é o responsável pela morte de Joffrey.
Davos Seaworth aprende a ler e a escrever e uma das primeiras cartas que recebe é da Patrulha da Noite, que enviam cartas a todos os reis suplicando ajuda contra Mance Ryder. O êxito do feitiço de Melisandre convence Stannis a sacrificar Edric Storm, porém Davos o leva em segredo a um lugar seguro. Stannis, ao descobrir, se prepara para matar Davos por traição, mas o permite ler a última carta chegada da Muralha, que comove Stannis e, o que é mais importante, Melisandre.
Jaime Lannister e Brienne de Tarth chegam a Porto Real e encontram uma delicada situação: Tommen, irmão de Joffrey, herda o trono, porém ainda não foi coroado; Tyrion é julgado e os Tyrell, especialmente sor Loras, acusam Brienne da morte do rei Renly Baratheon. Prendem-na nas masmorras enquanto Jaime recupera seu cargo de comandante da guarda real e se dá conta de que sua viagem e a perda da mão lhe deixaram mais pré-disposto a cumprir seu dever. Recusa a oferta de seu pai, de fazê-lo herdeiro de Rochedo Casterly e não acredita que Tyrion tenha matado Joffrey, tal como diz sua irmã. Ele a recusa e decide permanecer fiel aos seus votos.
Cersei, convencida da culpa de Tyrion, manipula todos que pode para que testemunhem contra Tyrion. Lorde Oberyn Martell de Dorne, que se encontra na cidade para reclamar a cabeça de Gregor Clegane, o assassino de sua irmã Elia, decide oferecer sua espada a Tyrion, para lutar por ele em um julgamento por combate contra o campeão a escolha de Cersei, que ambos sabem que será sor Gregor, “A Montanha Que Cavalga”. Oberyn aparentemente sai vitorioso da batalha ao fazer cair Gregor Clegane com uma lança envenenada, porém, infelizmente, Oberyn se regozija de sua vitória, e a Montanha consegue matá-lo. Tyrion é condenado à morte, porém escapa com a ajuda de Varys e Jaime, uma vez que este revela que sua primeira mulher não era uma prostituta como seu pai lhe havia dito. Tyrion vê isto como uma traição imperdoável de seu irmão e seu pai e jura vingar-se de ambos; por este motivo, antes de partir do castelo, faz uma parada no dormitório de seu pai, onde o mata.
Jaime liberta Brienne de seu cativeiro após persuadir sor Loras e entrega-lhe a espada que seu pai, lord Tywin, reforjou a partir da espada de aço valiriano de Eddard Stark. Também lhe confessa que a verdadeira razão de ter quebrado seu juramento e assassinado o rei Aerys é que este tinha escondido embaixo da cidade muitos barris de fogovivo e planejava destruir a cidade caso ela fosse invadida durante a Rebelião de Robert. Ele levou a cabo seu mais infame ato para salvar os inocentes, já sabendo que ninguém acreditaria. Brienne parte então para seguir com sua missão: encontrar Arya e Sansa Stark e deixá-las a salvo.
No Ninho da Águia, Sansa vive com medo de sua psicótica tia, que chega a tentar assassiná-la depois de ver Mindinho beijando-a. Ele salva Sansa atirando Lysa pelo portão da lua, deixando-a morrer cem pés abaixo e culpando o cantor Marillion pelo crime. Justo antes de fazê-lo, Lysa confessa a Sansa que foi Mindinho que a ordenou que envenenasse seu marido, Jon Arryn, e que culpasse os Lannister disso.
No epílogo, Merrett Frey arranja um conselho com a Irmandade Sem Estandartes, que tem cativo um de seus irmãos e exige um resgate. Porém a Irmandade lhe revela que seu prisioneiro já foi assassinado por estar presente no Casamento Vermelho e por ajudar a matar os convidados. O Marret Frey também seria enforcado pelo mesmo motivo mas argumenta que o Lord Beric Dondarrion sempre dava aos seus cativos o direito a um julgamento e exige que provem suas acusações com algum fato, então, para espanto de Marret, aparece a Senhora Catelyn Stark ressuscitada que confirma sua partição no Casamento Vermelho com um sinal de cabeça e Marret Frey é enforcado e pendurado junto com os cadáveres de sua família, sendo observado por Catelyn Stark ressuscitada cheia de ódio em seus olhos.

### No Norte, na Muralha e Para-lá-da-Muralha
Bran Stark, dado como morto pelas mãos de Theon Greyjoy, parte para a Muralha com Jojen Reed, Meera Reed, Hodor e seu lobo gigante Verão, a procura do corvo de três olhos para com sua ajuda conseguir despertar todo seu potencial mágico. Porém, seu irmão Rickon segue em companhia de Osha e seu lobo gigante Cão Felpudo para o litoral.
Jon Snow segue na companhia dos selvagens, tal como lhe ordenou Qhorin Meia-Mão, antes de ter que matá-lo. Conhece Mance Rayder, o Rei-para-lá-da-Muralha que também havia desertado de sua condição de Irmão Juramentado da Patrulha da Noite, segundo ele, devido à proibição de usar um manto diferente do todo negro. Jon consegue convencê-lo de que havia mudado de lado e integra um grupo com Ygritte. Acompanhado de seu fiel lobo, Jon contempla o vasto exército que Mance conseguiu reunir, incluindo os gigantes e seus mamutes.
Enquanto isso, no Punho dos Primeiros Homens, uma conspiração põe em perigo a vida do Lorde Comandante Mormont; porém, antes que a traição aconteça, um berrante da Patrulha soa três vezes: a chamada que significa a aproximação dos Outros. O Punho é atacado brutalmente pelos espectros e por um exército de mortos. Os espectros conseguem furar as defesas apesar do esforço dos irmãos e começam a matar todos. Sam Tarly e alguns poucos, entre eles o Velho Urso, conseguem escapar do Punho, mas a maior parte dos homens perece.
Os selvagens chegam ao Punho e descobrem os restos da batalha: Mance acusa Jon de mentir sobre o número de inimigos, porém Ygritte consegue convencê-lo de que Jon é agora um deles, dizendo que Jon e ela haviam dormido juntos, e Jon se vê obrigado a fazê-lo para que ela não o delate, embora ele comece a gostar disso. Os exércitos de Mance seguem em direção a Muralha.
Sam, exausto, se distancia da fila principal, e está a ponto de morrer quando é ajudado a prosseguir por Grenn e Paul Pequeno, mas são alcançados por um Outro que os ataca matando Paul Pequeno. No entanto Sam consegue matá-lo cravando em seu peito um punhal de vidro-de-dragão que Jon lhe havia dado no Punho. Eles conseguem chegar a aldeia de Craster e se juntam aos sobreviventes da batalha, porém  a tensão e o desespero fazem com que alguns irmãos se rebelem, o que provoca a morte de Mormont e Craster. Sam consegue escapar levando Goiva e seu filho recém-nascido. De volta à Muralha, Sam e Goiva são atacados por um exército de espectros, que nem sequer o punhal consegue deter. São salvos na última hora por um homem misterioso que cavalga um enorme alce. 
Bran e seu grupo conseguem chegar até Portão da Rainha. Ali, no corpo de Verão, consegue ajudar Jon a fugir dos selvagens, que escalaram a Muralha e pretendem atacar Castelo Negro pela retaguarda como distração ao grande ataque de Mance Rayder pelo Norte. Além disto, Bran, Jojen, Hodor, Meera e Verão avançam e finalmente chegam ao Solar das Trevas, um castelo abandonado da Patrulha da Noite na Muralha, onde se encontram com Sam e Goiva. Sam reconhece Bran e lhe diz que alguém o aguarda em uma porta mágica que permite atravessar a Muralha. Bran e os demais cruzam a porta.
Enquanto isso, Jon consegue chegar até Castelo Negro antes que dos selvagens alertando a Patrulha e então acontece uma batalha onde a Patrulha da Noite sai vitoriosa. Ygritte acaba morta. O exército de Mance ataca pelo Norte e a Patrulha, após perder as esperanças, consegue resistir graças a chegada de Stannis e seu exército, que vem salvar o reino da ameaça dos Outros junto com Melisandre antes de voltar-se contra Porto Real. Jon consegue fazer de Mance prisioneiro, e lhe toma o Berrante de Joramun, que poderia destruir a Muralha com apenas um sopro. Sam e Goiva chegam a Castelo Negro e então Jon é eleito novo Lorde Comandante da Patrulha da Noite.

### No Leste
Após sua estada na rica cidade de Qarth, Daenerys Targaryen se dirige até a cidade livre de Pentos para reencontrar Ilyrio Mopatis. Durante a viagem de navio, sor Jorah Mormot convence a Daenerys a fazer uma parada na Baía dos Escravos para reunir um exército e conquistar os Sete Reinos. Em Astapor, Daenerys consegue os Imaculados e derrota as cidades de Astapor e Yunkai. Enquanto cerca Meereen, descobre a verdadeira identidade de Arstan Barba-Branca; ele é Barristan Selmy, o Ousado, e o perdoa por ter servido durante o reinado do Usurpador. Também descobre que sor Jorah Mormont, que julgava estar apaixonado por ela, estava passando informações sobre seus passos a Varys. Daenerys o desterra e decide ficar em Meereen para governar antes de viajar rumo aos Sete Reinos.

## Personagens de ponto de vista
A história é contada através de 10 personagens principais, um personagem de ponto de vista no prólogo e um no epílogo, para um total de doze.
- Prólogo: Chett, um irmão da Patrulha da Noite.
- Sor Jaime Lannister, filho mais velho de Lorde Tywin Lannister, irmão de Tyrion e Cersei Lannister, preso em Correrrio.
- Jon Snow, filho bastardo de Eddard Stark, irmão juramentado da Patrulha da Noite.
- Senhora Catelyn, das Casas Tully e Stark, viúva de Lorde Eddard Stark.
- Tyrion Lannister, filho mais jovem de Tywin Lannister, um anão, irmão de Sor Jaime e Cersei Lannister.
- Princesa Sansa Stark, filha mais velha de Eddard Stark e Catelyn Stark, prisioneira do Rei do Trono de Ferro em Porto Real.
- Princesa Arya Stark, filha mais nova de Eddard Stark e Catelyn Stark, desaparecida e presumidamente morta.
- Príncipe Bran Stark, filho de Eddard Stark e Catelyn Stark, Príncipe de Winterfell, herdeiro do Norte, presumidamente morto.
- Samwell Tarly, filho de Lorde Randyll Tarly, irmão juramentado da Patrulha da Noite, antigo herdeiro de Monte Chifre.
- Sor Davos Seaworth, um contrabandista que virou cavaleiro em serviço do Rei Stannis Baratheon
- Rainha Daenerys Targaryen, Nascida da Tormenta, da Dinastia Targaryen
- Epílogo: Merrett Frey, um membro da Casa Frey.

## Prêmios e indicações
| Premiação     | Ano  | Categoria                    | Resultado |
| ------------- | ---- | ---------------------------- | --------- |
| Prêmio Locus  | 2001 | Melhor Romance (Fantasia)    | Venceu    |
| Prêmio Hugo   | 2001 | Melhor Romance               | Indicado  |
| Prêmio Nebula | 2001 | Melhor Romance               | Indicado  |
| Ignotus Award | 2006 | Melhor Romance (Estrangeiro) | Venceu    |